# Eduarda Braum
Eduarda Braum (Afonso Cláudio, Espírito Santo, 25 de abril de 2001) es una modelo y reina de belleza brasileña, ganadora del concurso Miss Supranacional 2025.

## Concurso de belleza

### Miss Brasil 2021
El 7 de noviembre de 2021, Braum comenzó su carrera en los concursos de belleza al ganar el título de Miss Universo Espírito Santo 2021, tras ser seleccionada para representar a Espírito Santo en el certamen Miss Brasil 2021, el primero bajo la nueva dirección de Miss Universo Brasil. Allí quedó entre las 10 mejores, pero no logró avanzar. Teresa Santos ganó dicho certamen.

### Miss Supranacional Brasil 2025
El 4 de abril de 2025, Braum representó a Espírito Santo en Miss Supranacional Brasil 2025 y compitió contra otras 27 candidatas en el Hotel Sibara en Balneário Camboriú, Santa Catarina, donde ganó el título y fue sucedida por Isadora Murta.

### Miss Supranacional 2025
El 27 de junio de 2025, Braum representó a Brasil en Miss Supranacional 2025 y compitió contra otras 66 candidatas en el Anfiteatro del Parque Strzelecki, Nowy Sącz, Polonia, donde ganó el título y fue coronada por Harashta Haifa Zahra, de Indonesia. Se convirtió en la primera brasileña en ganar el título de Miss Supranacional.